# Richard Lucas de Néhou
Richard Lucas de Néhou, né à Lestre au manoir de la Hougue et mort à Tourlaville en 1675, est un industriel français.

## Biographie
Selon certaines sources, il est d'abord militaire : il est enseigne de la compagnie des garde-côtes en garnison à Cherbourg.
Il crée, en 1655, la première verrerie de Tourlaville, au lieu-dit La Glacerie, puis fonde en 1667 la manufacture des glaces de Tourlaville, devenue, en 1670, manufacture royale, voulue par Colbert et qu'il dirige jusqu'à sa mort. Une partie des glaces du château de Versailles en sont issues, et elle est à l'origine de la Compagnie Saint-Gobain.
Il se marie à Catherine Lepelley, dont il a deux enfants, Thomas et Gilles.
Lucas de Néhou meurt à Tourlaville. Il y est inhumé le 26 décembre 1675. L'aîné de ses neveux, Guillaume de Bonval, lui succède à la tête de la manufacture.